# 杉原誠四郎
杉原 誠四郎（すぎはら せいしろう、1941年7月29日 - ）は、日本の歴史教育学者・外交史研究家・歴史評論家。
「国際歴史論戦研究所」会長。新しい歴史教科書をつくる会前会長。全国教育問題協議会顧問。

## 経歴
広島県出身。1965年東京大学教育学部卒、1967年同大学院教育学研究科修士課程修了。城西大学助教授、教授、武蔵野女子大学教授、校名変更で武蔵野大学教授、帝京平成大学教授。
2011年9月から2015年10月まで新しい歴史教科書をつくる会の会長を務めた。現在は顧問。また、2019年11月より民間団体「国際歴史論戦研究所」の会長を務めている。

### 研究
専門分野は教育基本法の研究。教育勅語の内容には教育基本法と対立するものはないと主張した。
また、法律家は宗教に疎く、宗教家は法律に疎いという現状から、現行憲法が掲げる政治と宗教の分離について曲解がまかり通っていると主張している。
外交史研究では、満洲事変、日華事変、太平洋戦争に関わる外務省と外務官僚の無責任体質に問題があると主張し、戦前の外務省の無能と失策を指摘している。
日米開戦に至る米政府の史料は、系統的によく整理されているが、これらの史料には歴史の記録として意識的に記録されたものがあり、史料作成の背景を考察する必要があるとも主張している。近年は、吉田茂（吉田ドクトリン）の批判を行わなければ、日本は自虐史観から脱却できないと主張している。

#### 主張
2005年より国立公文書館で公開されている＜インターネット特別展「公文書に見る日米交渉－開戦への経緯」＞という特別展の「参考文献」の中において、1997年に刊行した、英訳、中国語訳、韓国語訳もある『日米開戦以降の日本外交の研究』（亜紀書房）が掲載紹介されていなかった。
そのため、2019年12月に国立公文書館に向け、その不掲載の理由を問い質し、2020年12月、追加掲載に至った。
2005年時に、当該書を掲載紹介しなかったのは、他の研究書ではあまり触れていない外務省の戦争責任を厳しく追及しているからであろうと主張している。
また、この問題を問い質す過程で「アジア歴史資料センター」センター長である波多野澄雄と、互いに個人の資格で対談し、『吉田茂という病』『続・吉田茂という病』を刊行に至った。
「戦後レジームからの脱却」や「日本を取り戻す」と叫んでいた安倍晋三の黙示録は、吉田茂が占領政策を継承してつくった戦後の日本の病であり「吉田茂という病」のことだと主張している。
戦後の日本の歪みの原点は明らかにアメリカ占領軍の占領政策にあるが、司令官マッカーサーは一九五一年四月十一日、大統領トルーマンによって罷免されてアメリカに帰ると、日本が主権を回復すれば、占領軍の占領政策は直ちに日本の歴史や文化や文明に合うように修正されていくであろうと述べた。また、マッカーサーの後任のリッジウェイ最高司令官は、就任間もなく占領政策の再検討の権限を日本政府に委譲すると声明を出したが、占領末期、首相を務めた吉田茂は占領政策の見直しをしなかったと主張している。そればかりか、主権回復後も首相を続け、占領政策をさらに悪くする方向で継承し発展させたと主張している。
令和四年七月八日凶弾に斃れた安倍晋三元首相は、生前しきりに「戦後レジームからの脱却」と叫んでいたが、その「戦後レジーム」とは、結局は、吉田茂が占領政策を継承してつくった戦後の日本の病、つまり「吉田茂という病」のことだったと主張している。
仏教、儒教の受け入れ方、宦官、纏足、科挙の拒絶など見ればわかる。文明開化の明治維新も和魂洋才で乗り切ったが、占領軍の占領政策にかぎり、吉田茂が占領終結後も首相の座に居座って占領政策の見直しをしなかったために、占領政策の負の部分も根づき、日本は変わってしまったと主張している。

## 統一教会との関係
- 2000年1月に統一教会の機関誌「世界日報社」から、統一教会の関連団体「世界平和教授アカデミー」代表理事の山口彦之、統一教会の関連団体「平和大使協議会」会長の鈴木博雄らとの共著で本を出版した[10][11][12]。

- 2004年9月14日、統一教会の関連団体「宗教新聞社」と統一教会の関連団体「国際宗教自由連合（ICRF）日本委員会」が共催する『「宗教自由」に関する講演会』で杉原は講演した[13]。
- 2015年1月に統一教会の機関紙『世界日報』の月刊誌『viewpoint』にインタビュー記事を載せ、同年3月から2016年5月にかけて同じく『viewpoint』に3本の記事を寄稿した[14]。
- 統一教会の関連団体「世界平和教授アカデミー」の機関誌『世界平和研究』や反共の団体「国際勝共連合」の機関誌『世界思想』に11回以上寄稿した[15][16][17][18][19][20][21][22][23][24][25]。
- 2022年11月15日、杉原へのインタビュー記事が世界日報に掲載された[26]。インタビューの中で杉原は『マインドコントロールというのは、宗教を信仰している信者の心の状態に対して信仰していない人が外から言っている言葉だ。信仰に基づく献金や寄付まで、マインドコントロール下にあって「合理的な判断ができない状況」のためだというのは、あまりにも僭越だ。どうして旧統一教会の信仰状態だけをマインドコントロールと定義できるのか。他の宗教にも拡大適用すれば、全ての信仰がマインドコントロールだということになる。これは信仰の自由を脅かす大変な暴論だ。』と述べた[26]。
- 2022年11月21日、統一教会をめぐる政界の動きというテーマで、杉原へのインタビュー記事が世界日報に掲載された[27]。インタビューの中で杉原は「宗教団体が自分たちの掲げる理想を実現するため、政治家と接触するのは当然のことであり全く問題ない。」と述べた[27]。
- 月刊Hanada2023年2月号に、杉原は『民主主義国家としてありえない「統一教会魔女狩り報道」を断罪する』という記事を寄稿した[28]。
- 2023年4月14日、解散と「被害」救済は別問題、旧統一教会と信仰の自由、というテーマで杉原へのインタビュー記事が世界日報に掲載された[29]。
- 月刊Hanada2023年5月号に、『「統一教会」に信教の自由はないのか』という記事を寄稿した[30]。
- 2023年7月30日、統一教会の2世信者が立ち上げた「信者の人権を守る二世の会」の3回目のシンポジウムに、統一教会信者の信教の自由や名誉棄損を巡る一連の裁判で原告代理人を務めている弁護士の徳永信一らとともに登壇した[31]。
- 2023年10月17日、統一教会への解散命令に反対する内容の、杉原へのインタビュー記事が世界日報に掲載された[32]。
- 2023年12月10日、統一教会への解散命令に反対する内容の、杉原の書いた記事が、統一教会の関連団体「宗教新聞」に掲載された[33]。
- 世界日報の月刊誌『月刊Viewpoint』2023年12月号に、杉原は寄稿した[34]。
- 2024年1月22日から24日にかけて、杉原の書いた「日本揺るがす首相の判断の誤り」という記事が世界日報に掲載された[35][36][37]。記事の中で杉原は統一教会への解散命令に反対した[37]。
- 2024年5月3日から4日にかけて、杉原へのインタビュー記事が世界日報に掲載された[38][39]。
- 2024年5月19日、統一教会の関連団体「広島県平和大使協議会」が主催するシンポジウム「統一運動が果たした役割と未来への展望」で講演した杉原は、『世界平和統一家庭連合（旧統一教会）の友好政治団体は「共産主義の間違いを街頭で訴えるなど勇気ある行動を取った」』と評価した[40]。
- 2024年6月28日、統一教会の関連団体「宗教新聞」の公式サイトに杉原のインタビュー記事が掲載された[41]。
- 2024年7月22日、統一教会関連団体の「国際宗教自由連合（ICRF）日本委員会」が開催した総会に参加した杉原は、最高裁が家庭連合に献金した本人の念書を本人の死後「無効」とした11日の判決などを念頭に、「現在の家庭連合の置かれた状況は国連に訴えるべきだ」と述べた[42]。
- 統一教会の関連団体「世界平和教授アカデミー」が出版した刊行物「世界平和研究 = The journal on peace studies and peace policies 50(1)=237:2024.冬季」に、杉原は「日本国憲法の求める政教分離への考察」という記事を寄稿した。
- 世界日報の月刊誌『月刊Viewpoint』2024年9月号に、杉原は寄稿した[43]。
- 2024年12月9日、統一教会関連団体の「ICRF日本委員会」と「愛知県平和大使協議会」が主催した、国際宗教自由連合 (ICRF) 名古屋大会で基調講演し、統一教会の女性信者が教団に献金の返金を求めないとした「念書」を無効と判断した最高裁判決について「欺瞞に満ちた稚拙で政治的なもの」と批判した[44][45]。
- 『月刊Hanada』2025年1月号に、杉原は「旧統一教会“念書”裁判　最高裁の幼稚な判決」という記事を寄稿した[46]。
- 2025年2月3日、世界日報に杉原へのインタビュー記事が掲載された[47]。
- 世界日報の月刊誌『月刊Viewpoint』2025年3月号に、杉原は寄稿した[48]。

## 受賞
- 1998年  社団法人日本仏教保育協会持田栄一賞受賞
- 2013年  アパグループ 「真の近現代史観」懸賞論文 特別賞受賞
- 2019年　阿羅健一と共に第12回「真の近現代史観」懸賞論文の第2回アパ日本復興大賞受賞

## 著書
- 生徒指導の手引き 原理編 時事通信社 2003
- 教育基本法－その制定過程と解釈（増補版） 文化書房博文社 2002
- 日本の神道仏教と政教分離－そして宗教教育（増補版） 文化書房博文社 2001
- Chiune Sugihara and Japan's Foreign Ministry : Between Incompetence and Culpability, Part 2 University Press of America 2001
- 「新しい道徳教育」への提言-「人格教育」をといつめるか(共著) 世界日報社 1999
- 杉原千畝と日本の外務省 大正出版 1999
- 戦後教育の総合評価-戦後教育改革の実像(共著) 国書刊行会 1999
- 無能と犯罪の間-日米開戦以降の日本外交の研究(洪顯吉韓国語訳) 学文社（韓国） 1998
- Mu neung gwa bum joe eu sa i : Ie mi gae jun i le eu ie bon eu oe gyo 学文社(韓国) 1998
- 日米開戦以降の日本外交の研究 亜紀書房 1997
- (中国名)塙垮日本的日本外交-二次大戦的日本外交情結 (中華民国)聯明出版社 1997
- Between Incompetence and Culpability : Assessing the Diplomacy of Japan's Foreign Ministry from Pearl Harbor to Potsdam University Press of America 1997
- 学校の中の宗教 時事通信社 1996
- 日米開戦とポツタム宣言の真実 亜紀書房 1995
- Japanese Perspectives on Pearl Harbor : A Critical Review of Japanese Reports on the Fiftieth Anniversary of the Pearl Harbor Attack Asian Research Service 1995
- 戦後教育改革通史(共著) 明星大学出版部 1993
- 日本の神道・仏教と政教分離-そして宗教教育 文化書房博文社 1992
- 教育基本法の成立-「人格の完成」をめぐって 日本評論社 1983
- 法学の基礎理論-その法治主義構造 協同出版 1973
- 教育基本法-その制定過程と解釈 協同出版 1972

### 単著
- 『教育基本法―その制定過程と解釈』協同出版、1972年。増補版、文化書房博文社、2002年 ISBN 4830109793
- 『法学の基礎理論―その法治主義構造』協同出版、1973年
- 『教育基本法の成立―「人格の完成」をめぐって』 日本評論社、1984年。新訂版、文化書房博文社、2003年 ISBN 4830110090
- 『真珠湾奇襲―大統領ルーズベルトの犯罪』 森田出版、1991年。「杉田誠」名義 ISBN 4795278032
- 『総点検・真珠湾50周年報道―何がどこまでわかったか』森田出版、1992年。「杉田誠」名義 ISBN 4795278059
[英訳] Japanese Perspectives on Pearl Harbor　：A Critical Review of Japanese Reports on the Fiftieth Anniversary of the Pearl Harbor Attack, (Asian Research Service, 1995).
- 『日本の神道・仏教と政教分離―そして宗教教育』 文化書房博文社、1992年 ISBN 4830106409。増補版2001年 ISBN 4830109467
- 『日米開戦とポツダム宣言の真実』 亜紀書房、1995年 ISBN 4750595225
  - 新訂版『日米開戦以降の日本外交の研究』 亜紀書房、1997年 ISBN 4750597147

[英訳] Between Incompetence and Culpability : Assessing the Diplomacy of Japan's Foreign Ministry from Pearl Harbor to Potsdam (University Press of America, 1997).
- 『杉原千畝と日本の外務省-杉原千畝はなぜ外務省を追われたか』 大正出版、1999年 ISBN 4811703103
[英訳] Chiune Sugihara and Japan's Foreign Ministry:Between Incompetence and Culpability Part Two, (University Press of America, 2001).
- 『生徒指導の手引き 原理編（新訂版）』 時事通信出版局、2005年
- 『民主党は今こそ存在感を示す時』 文化書房博文社、2005年、ISBN 4830110708
- 『日本の道徳教育は韓国に学べ―道徳教育教科化への指針』 文化書房博文社、2007年、ISBN 9784830111181
- 『新教育基本法の意義と本質』自由社、2011年 ISBN 9784915237607
- 『保守の使命』自由社、2011年 ISBN 9784915237676
- 『外務省の罪を問う―やはり外務省が日本をダメにしている』自由社、2013年　ISBN 9784915237768
- 『よい教科書のための教科書制度改革論―そして教育再生実行会議への期待』自由社、2013年　ISBN 9784915237751
- 『理想の政教分離規定と憲法改正』自由社ブックレット、2015年

### 共著
- 『臨教審と教育基本法 臨教審のゆくえと日教組の混迷』至文堂「現代のエスプリ別冊」、1986年（高橋史朗との共編著）
- 『昭和から平成への天皇論』至文堂「現代のエスプリ」、1990年（大原康男との共編著）
- 『日本の宗教教育と宗教文化』文化書房博文社、2004年（大崎素史・貝塚茂樹との共著）ISBN 4830110341
- 『必携学校小六法』協同出版（年刊：白石裕・葉養正明・結城忠・若井彌一との共著）
- 『市販本　新しい公民教科書』自由社、2011年 ISBN 9784915237621
- 『市販本 新しい歴史教科書』自由社、2015年 ISBN 9784915237836
- 『日本人の原爆投下論はこのままでよいのか』日新報道 2015年（ハリー・レイとの共著、山本礼子訳）

[英訳] Bridging the Atomic Divide : Debating Japan-US Attitudes on Hiroshima and Nagasaki (Lexington Books, 2019).
- 『憲法及び皇室典範論』自由社、2017年（小山常実との共著） ISBN 978-4908979088
- 『対談・吉田茂という反省』自由社、2018年（阿羅健一との共著） ISBN 978-4908979101
- 『吉田茂という病』自由社、2021年（波多野澄雄との共著） ISBN 978-4908979187
- 『続・吉田茂という病』自由社、2022年（波多野澄雄との共著） ISBN 978-4908979194

### 論文
- 「オバマ大統領広島訪問の歴史的意義－アメリカは原爆の呪縛から解かれた」（史実を世界に発信する会）2016年
- 「北朝鮮非核化に向けての新戦略－アメリカの日本占領経験の教訓に学ぶ」（史実を世界に発信する会）2017年

### 監修
- 『戦後レジームとは何か』、沢口企画、2024年（沢口祐司著）